# Estadio Chamartín
Az Estadio Chamartín egy már bezárt labdarúgóstadion. A stadionban a Real Madrid játszotta mérkőzéseit 1923-tól egészen 1947-ig, mielőtt a Bernabéu stadiont megépítették. A stadion befogadóképessége 22 500 fő volt.